# Gasparo Berti
Gasparo Berti (ca. 1600 – 1643) foi um matemático, astrônomo e físico italiano. Nasceu provavelmente em Mântua e passou a maior parte de sua vida em Roma. É mais conhecido atualmente por seu experimento no qual, sem saber, criou o primeiro barômetro funcional. Embora tenha sido mais conhecido por seu trabalho em matemática e física, pouco de seu trabalho em qualquer uma delas foi preservado.

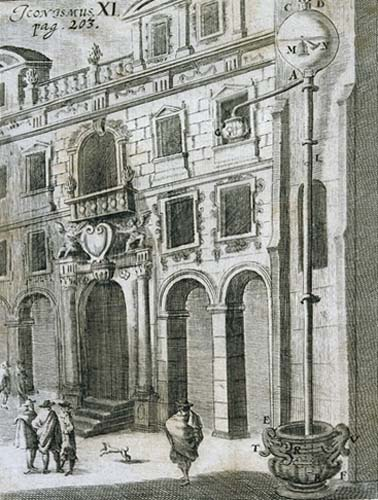
Experimento de Gasparo Berti em pressão atmosférica.

Em 1630 Giovanni Battista Baliani enviou uma carta a Galileu Galilei depois de perceber que seu sifão não conseguia elevar a água a mais de 10 m (34 pés). Galileu propôs que o vácuo sustentava a água e que ela não podia mais suportar. Na época a existência de vácuos era controversa.
Ao ler a teoria de Galileu em seu Discorsi, Berti e outro homem chamado Raffaele Magiotti conceberam um experimento para testar a existência de um vácuo. Em algum tempo entre 1640 e 1643 Berti construiu um tubo de chumbo de 11 m, encheu-o de água e selou as duas extremidades. Ele submergiu uma extremidade na água e a abriu. Embora parte da água tenha vazado, grande parte dela permaneceu, enchendo cerca de 10 m (34 pés) do tubo, a mesma altura do sifão de Baliani. Berti afirmou que o espaço acima foi preenchido com um vácuo. Sua afirmação foi fortemente contestada, e vários experimentos foram realizados para tentar refutar a existência de um vácuo. Este experimento levou à pesquisa de Evangelista Torricelli sobre o peso do ar e sua invenção do barômetro.
Berti obteve uma cátedra de matemática na Universidade de Roma "La Sapienza". Ele iria suceder Benedetto Castelli como professor de matemática lá, mas morreu antes de começar a lecionar. Ele também mapeou as catacumbas de Roma.